# Stralsunder Straßennamen/P
Dies ist ein Verzeichnis der Straßennamen der Hansestadt Stralsund.
Das Verzeichnis nennt den Namen der Straße und (in Klammern) den Ortsteil. Dazu wird eine Erläuterung (Jahr der Benennung, Grund) zum Straßennamen gegeben. Wegen der großen Anzahl an Straßen wurde das Verzeichnis nach den Anfangsbuchstaben der Straßennamen aufgeteilt. Unter „Allgemeines“ finden Sie die Einleitung und Erläuterungen zu den Straßennamen allgemein.
Beispiel: Den Amanda-Weber-Ring finden Sie unter A.
- Papenstraße (Altstadt / Altstadt)

Benannt nach den im Mittelalter hier ansässigen Priestern, niederdeutsch Papen genannt. Es gab in Stralsund einst sogar zwei Papenstraßen. Erster Namensträger war die heutige Böttcherstraße, ab 1446 wird auch der Abschnitt zwischen Filterstraße und Jacobiturmstraße Papenstraße genannt. Zur Unterscheidung wurde die heutige Böttcherstraße Große und die neue Straße Kleine Papenstraße genannt. Nachdem die ursprüngliche Papenstraße 1530 in Böttcherstraße umbenannt wurde, verschwand das „Kleine“ aus dem Straßennamen.
Der Abschnitt zwischen Ossenreyerstraße und Filterstraße war zuerst ein Teil der Pumperstraße, später dann bis 1869 Faulerhof, was zunächst nur ein großes Hofgrundstück und erst später den ganzen Abschnitt bezeichnete. Wahrscheinlich verlief hier einer der Gräben, die nach Fäulnis stanken.
Zwischen Jacobiturm- und Jacobichorstraße hieß der Abschnitt bis 1869 Bei der Jacobikirche.
Zwischen Jacobichor- und Badstüberstraße hieß der Abschnitt nach der Familie Lowen, die im 14. Jahrhundert eine bedeutende Rolle spielten, Lowenhagen. Um 1400 wurde er in Mattenhagen nach dem Gewerk der Mattenbinder umbenannt. 1869 wurde auch dieser Abschnitt der Papenstraße zugeordnet.
- Parkstraße (Grünhufe / Vogelsang)

- Parower Chaussee (Knieper / Knieper Nord)

Die Parower Chaussee ist eine in Richtung des Dorfes Parow führende Straße.
- Peter-Blome-Straße (Franken / Frankenvorstadt)

Benannt nach dem schwedischen Admiral und Schiffskapitän Peter Blome (* 1584, † 1649), der u. a. an der erfolgreichen Verteidigung Stralsunds gegen die Truppen Wallensteins teilnahm.
- Pfandbergweg (Süd / Devin)

- Philipp-Julius-Weg (Tribseer / Tribseer Siedlung)

Benannt nach Philipp Julius (* 1584, † 1625); Herzog von Pommern-Wolgast. Die Herzöge von Pommern-Wolgast waren lange Zeit die Landesherren der Hansestadt Stralsund.
- Platz des 17. Juni (Franken / Franken Mitte)

Dieser Platz vor dem Stralsunder Rügendammbahnhof erhielt im Jahr 2003 im Gedenken an den Volksaufstand vom 17. Juni 1953 seinen Namen. Hier hatten Arbeiter der nahe gelegenen Volkswerft Stralsund demonstriert.
- Platz des Friedens (Tribseer / Tribseer Vorstadt)

Dieser Platz erhielt seinen Namen unmittelbar nach dem Zweiten Weltkrieg als ständige Mahnung an die Schrecken des Krieges.
- Poststraße (Altstadt / Altstadt)

Die heutige Poststraße; einst Landesherrenstraße, führt an der Hauptpost vorbei auf den Neuen Markt.
- Priegnitz (Altstadt / Altstadt)

- Prinz-Moritz-Straße

ehemaliger Name, siehe Rudolf-Breitscheid-Straße
- Prohner Straße (Knieper / Kniepervorstadt bzw. Knieper Nord)

Die Prohner Straße führt heute in Richtung des Dorfes Prohn nahe Stralsund.
Die Straße existiert seit Mitte des 19. Jahrhunderts und hieß zunächst Am Landwege. 1869 erhielt sie den Namen Prohner Straße. Auf dem Zentralfriedhof an der Straße wurden u. a. die Opfer des Bombenangriff auf Stralsund am 6. Oktober 1944 beigesetzt. Hier entstand im Rahmen des forcierten Wohnungsbaus in der DDR 1961 das erste Hochhaus Stralsunds.
- Prosnitzer Wende (Süd / Andershof)

Benannt nach dem Gut Prosnitz, einem heutigen Ortsteil der auf der Insel Rügen gelegenen Gemeinde Gustow.
- Pulitzer Grund (Knieper / Knieper Nord)

Benannt nach der Ostseeinsel Pulitz. Diese unter Naturschutz stehende Insel befindet sich im Jasmunder Bodden. Ein direkter Bezug zu Stralsund besteht nicht.
- Putbuser Weg (Franken / Frankensiedlung)

Benannt nach der Stadt Putbus auf der Insel Rügen.